# Open Heart
Open Heart ist ein US-amerikanischer Dokumentar-Kurzfilm aus dem Jahr 2012. Der Film über eine Herzklinik in Soba, Sudan, erhielt 2013 eine Nominierung für den Academy Award als Bester Dokumentar-Kurzfilm.

## Handlung
Kief Davidson berichtet in seinem Film über acht ruandische Kinder, die eine Herzoperation benötigen. Sie reisen ins 3000 Meilen entfernte Soba im Sudan, wo sich mit dem Salam Centre die einzige Klinik in Afrika befindet, die unentgeltliche Behandlung anbietet. Die Kinder leiden an einer chronisch rheumatischen Herzerkrankung, ausgelöst durch eine Streptokokken-Infektion. Der Film begleitet den ruandischen Kardiologen Dr. Emmanuel Rusingiza und den italienischen Chirurgen Gino Strada, der in seiner Funktion als leitender Arzt um die Zukunft der von der Hilfsorganisation Emergency gebauten Klinik kämpft. Die Kamera begleitet die Kinder bis in den Operationssaal und zeigt die Phase der Rekonvaleszenz. In Interviews kommen die Eltern der Kinder und die behandelnden Ärzte zu Wort.

## Nominierungen
- International Documentary Awards 2012: Nominierung als Bester Dokumentar-Kurzfilm[1]
- Oscarverleihung 2013: Nominierung als Bester Dokumentar-Kurzfilm